# パーフェクトスティング
パーフェクトスティング (Perfect Sting) はアメリカ合衆国の競走馬。ブリーダーズカップ・フィリー&メアターフなどG1競走を3勝。2000年エクリプス賞最優秀芝牝馬。

## 経歴
1998年9月にダートの6ハロン戦で勝利してデビュー戦を飾った。しかし2戦目となったダートのG2競走アルシバイアディーズステークスでは1着シルヴァービュレットデイから10馬身差の完敗を喫し、以降は芝路線へ転向した。
3歳となった1999年は3月から11月まで毎月休み無く走り続け、6月にはG3競走のサンズポイントステークスをレコード勝ちし、秋にはガーデンシティハンデキャップ1着、クイーンエリザベス2世チャレンジカップステークス1着とG1競走を2連勝した。11月のブリーダーズカップ・フィリー&メアターフでも3歳代表として人気を集めたが、ここでは人気を裏切る6着と敗退し、3歳シーズンは10戦7勝2着2回の成績となった。
4歳となった2000年は5月から始動して10月のギャラクシーステークス2着で連勝がストップするまで重賞4連勝。11月のブリーダーズカップ・フィリー&メアターフでも、1番人気こそヨーロッパからの遠征馬ペトルーシュカに譲ったが、2:13.07のコースレコードタイムで快勝した。2000年の戦績は6戦5勝2着1回で、エクリプス賞最優秀芝牝馬にも選出された。
2001年は初戦のブラックヘレンハンデキャップ1着でシーズン緒戦を制した。しかし2戦目のマンハッタンハンデキャップで競走中に右前脚の腱を負傷し、競走復帰が困難として、そのまま引退が発表された。
繁殖牝馬としてはセレンステークス(G3)の優勝馬スマートスティングなどを産んでいる。

### 年別競走成績
- 1998年（3戦2勝）
- 1999年（10戦7勝）
  - 1着 - ガーデンシティBCH、クイーンエリザベス2世CCS、サンズポイントS
  - 2着 - レイクジョージS
- 2000年（6戦5勝）
  - 1着 - BCフィリー&メアターフ、ジャストアゲームBCH、ダイアナH、ニューヨークH、ボーゲイH
  - 2着 - ギャラクシーS
- 2001年（2戦1勝）
  - 1着 - ブラックヘレンH